# Arachniodes pseudoaristata
Arachniodes pseudoaristata là một loài thực vật có mạch trong họ Dryopteridaceae. Loài này được (Tagawa) Ohwi miêu tả khoa học đầu tiên năm 1962.